# Orthotrichia verbekei
Orthotrichia verbekei är en nattsländeart som beskrevs av Jacquemart 1957. Orthotrichia verbekei ingår i släktet Orthotrichia och familjen smånattsländor. Inga underarter finns listade i Catalogue of Life.